# الكويت في 1960
شهد عام 1960 في الكويت تطورات سياسية واقتصادية مهمة سبقت مرحلة الاستقلال الرسمي في عام 1961. وكان لهذا العام دور محوري في تأسيس البنية الإدارية والاقتصادية الحديثة للدولة.

### الانضمام إلى منظمة أوبك
في سبتمبر 1960، كانت الكويت من بين الدول الخمس المؤسسة لمنظمة الدول المصدرة للبترول (أوبك). وقد جاء هذا الانضمام ليؤكد أهمية الكويت كقوة نفطية إقليمية ودولية.

### التطورات الاقتصادية
- استمرار ارتفاع إنتاج النفط وتوسع صادراته، مما عزز الإيرادات الحكومية.
- تخصيص جانب من العوائد النفطية لمشروعات البنية التحتية مثل الطرق والمدارس والمستشفيات.

### التطورات السياسية والإدارية
- شهد هذا العام خطوات متقدمة نحو تنظيم الشأن الداخلي استعدادًا للاستقلال.[2]
- بدأت الحكومة في تعزيز مؤسسات الدولة المدنية، وتوسيع الجهاز الإداري.